# Carola Fernán Gómez
Pour les articles homonymes, voir Fernández et Gomez.
Carola Fernández Gómez, de son nom de scène Carola Fernán Gómez, née le 18 septembre 1899 à Madrid et morte le 8 juin 1967 dans cette même ville, est une actrice et comédienne de théâtre espagnole.

## Biographie
Elle est la mère du réalisateur Fernando Fernán Gómez et la belle-fille de la grande actrice de théâtre María Guerrero.

## Filmographie
- La vida por delante (1958), de Fernando Fernán Gómez
- Canto para ti (1959), de Sebastián Almeida
- La vida alrededor (1959), de Fernando Fernán Gómez
- Diez fusiles esperan (1959), de José Luis Sáenz de Heredia
- Sólo para hombres (1960), de Fernando Fernán Gómez
- Vamos a contar mentiras (1962), de Antonio Isasi-Isasmendi
- La pandilla de los once (1963), de Pedro Lazaga
- El extraño viaje (1964), de Fernando Fernán Gómez.

## Postérité
Sa sépulture se situe au cimetière de la Almudena, à Madrid.